# Grande Prêmio de Quebec de 2018
A 9.ª edição da clássica ciclista Grande Prêmio de Quebec celebrou-se no Canadá em 7 de setembro de 2018 pelos arredores da cidade de Quebec, ao que se lhe deram 16 voltas para completar um percurso de 201,6 quilómetros.
A corrida fez parte do UCI WorldTour de 2018, sendo a trigésima terceira competição do calendário de máxima categoria mundial, e foi vencida pelo australiano Michael Matthews do Sunweb. Completaram o pódio, como segundo e terceiro classificado respectivamente, os belgas Greg Van Avermaet do BMC Racing e Jasper Stuyven do Trek-Segafredo.

## Percorrido
O Grande Prêmio de Quebec dispôs de um percurso total de 201,6 quilómetros, onde os ciclistas na parte final disputaram um circuito de 16 voltas de 12,6 quilómetros até linha de meta.

## Equipas participantes
Tomaram parte na carreira 21 equipas: 18 de categoria UCI WorldTour de 2018 convidados pela organização; 2 de categoria Profissional Continental e a selecção nacional do Canadá. Formando assim um pelotão de 146 ciclistas dos que acabaram 123. As equipas participantes foram:
| Equipes WorldTeam (18)- AG2R La Mondiale - Astana - Bahrain-Merida - BMC Racing Team - Bora-Hansgrohe - Groupama-FDJ - Mitchelton-Scott - Movistar Team - Quick-Step Floors - Dimension Data - EF Education First-Drapac p/b Cannondale - Lotto Soudal - Lotto NL-Jumbo - Sky - Team Sunweb - Trek-Segafredo - UAE Team Emirates - Katusha-Alpecin Equipes profissionais Continentais (2)- Israel Cycling Academy - Rally Cycling Equipe nacional- Canadá |
| |

## Classificações finais
- As classificações finalizaram da seguinte forma:[3]

### Classificação geral
| \| Classificação geral \| Classificação geral \| Classificação geral \| Classificação geral \| Classificação geral \| \| Ciclista \| Ciclista \| Equipe \| Tempo \| \| \| ------------------- \| ------------------- \| ------------------- \| ------------------- \| ------------------- \| \| 1. \| Michael Matthews \| Team Sunweb \| 5h04m17s \| \| \| 2. \| Greg Van Avermaet \| BMC Racing Team \| + 0s \| \| \| 3. \| Jasper Stuyven \| Trek-Segafredo \| + 0s \| \| \| 4. \| Timo Roosen \| LottoNL-Jumbo \| + 0s \| \| \| 5. \| Patrick Konrad \| Bora-Hansgrohe \| + 0s \| \| \| 6. \| Zdeněk Štybar \| Quick-Step Floors \| + 0s \| \| \| 7. \| Arthur Vichot \| Groupama-FDJ \| + 0s \| \| \| 8. \| Nathan Haas \| Katusha-Alpecin \| + 0s \| \| \| 9. \| Michael Valgren \| Astana \| + 0s \| \| \| 10. \| Anthony Roux \| Groupama-FDJ \| + 0s \| \| |                   |                   |          |
| |                   |                   |          |
| Fonte: ProCyclingStats |                   |                   |          |
| Classificação geral |                   |                   |          |
| Ciclista | Ciclista          | Equipe            | Tempo    |
| 1. | Michael Matthews  | Team Sunweb       | 5h04m17s |
| 2. | Greg Van Avermaet | BMC Racing Team   | + 0s     |
| 3. | Jasper Stuyven    | Trek-Segafredo    | + 0s     |
| 4. | Timo Roosen       | LottoNL-Jumbo     | + 0s     |
| 5. | Patrick Konrad    | Bora-Hansgrohe    | + 0s     |
| 6. | Zdeněk Štybar     | Quick-Step Floors | + 0s     |
| 7. | Arthur Vichot     | Groupama-FDJ      | + 0s     |
| 8. | Nathan Haas       | Katusha-Alpecin   | + 0s     |
| 9. | Michael Valgren   | Astana            | + 0s     |
| 10. | Anthony Roux      | Groupama-FDJ      | + 0s     |

## UCI World Ranking
O Grande Prêmio de Quebec outorga pontos para o UCI WorldTour de 2018 e o UCI World Ranking, este último para corredores das equipas nas categorias UCI ProTeam, Profissional Continental e Equipas Continentais. As seguintes mostram o barómetro de pontuação e os 10 corredores que obtiveram pontos:
| Posição   | 1.º | 2.º | 3.º | 4.º | 5.º | 6.º | 7.º | 8.º | 9.º | 10.º | 11.º | 12.º | 13.º | 14.º | 15.º | 16.º-20.º | 21.º-30.º | 31.º-50.º | 51.º-55.º | 56.º-60.º |
| Pontuação | 500 | 400 | 325 | 275 | 225 | 175 | 150 | 125 | 100 | 85   | 70   | 60   | 50   | 40   | 35   | 30        | 20        | 10        | 5         | 3         |

| Classificação |                   |                    |        |
| Posição       | Ciclista          | Equipo             | Pontos |
| ------------- | ----------------- | ------------------ | ------ |
| 1.º           | Michael Matthews  | Sunweb             | 500    |
| 2.º           | Greg Van Avermaet | BMC Racing         | 400    |
| 3.º           | Jasper Stuyven    | Trek-Segafredo     | 325    |
| 4.º           | Fraude Roosen     | Team LottoNL-Jumbo | 275    |
| 5.º           | Patrick Konrad    | Bora-Hansgrohe     | 225    |
| 6.º           | Zdeněk Štybar     | Quick-Step Floors  | 175    |
| 7.º           | Arthur Vichot     | Groupama-FDJ       | 150    |
| 8.º           | Nathan Haas       | Katusha-Alpecin    | 125    |
| 9.º           | Michael Valgren   | Astana             | 100    |
| 10.º          | Anthony Roux      | Groupama-FDJ       | 85     |